# 召喚令状
召喚令状（しょうかんれいじょう）、召喚状、罰則付召喚令状は期日に裁判所への出頭を命じる令状、および文書提出を命じる令状。命令には期限があり従わない者には罰が課される。英語では subpoena（サピーナ）。
証拠を獲得する目的で用いられる。呼出状より効力が強い。

## アメリカ合衆国
アメリカ合衆国の大陪審は文書提出令状 (subpoena duces tecum) と証人喚問令状 (subpoena ad testificandum)を発する権限がある。弁護士は民事裁判・刑事裁判で法廷の定める書式に従って召喚令状発行を要求することができる。連邦民事訴訟規則第45条に手続が定められている。この他、連邦議会は公聴会への証人出頭や証拠提出を命じることができる。
開示手続の一環として、訴訟の当事者でないものの事件の情報を有する者に対して罰則付き召喚令状が発行され、出頭や証拠提出を求められる場合がある。デジタルミレニアム著作権法により、権利者がプロバイダに対して権利侵害をしたと見られる者の発信者情報開示を命じる召喚令状(subpoena)発行を要求する手続きが制度化された。